# Фонд содействия реформированию жилищно-коммунального хозяйства
Государственная корпорация — Фонд содействия реформированию жилищно-коммунального хозяйства — некоммерческая организация в организационно-правовой форме государственной корпорации по созданию безопасных и благоприятных условий проживания граждан и стимулированию реформирования жилищно-коммунального хозяйства, формированию эффективных механизмов управления жилищным фондом, внедрению ресурсосберегающих технологий путём предоставления финансовой поддержки за счет средств Фонда.
Первоначальный имущественный взнос Российской Федерации в бюджет Фонда за счет дополнительных доходов государства составляет 240 млрд руб. (декабрь 2007 г.). За 2008 – 2015 гг. при участии Фонда ЖКХ, а также региональных и муниципальных бюджетов на реализацию региональных программ по переселению граждан из аварийного жилья, капитальный ремонт многоквартирных домов и модернизацию было выделено более 900 млрд.рублей, в том числе из средств Фонда было выделено более 500 млрд. рублей.
Помимо этого, Фонд использует для финансирования региональных программ капитального ремонта и переселения граждан из аварийного жилищного фонда доходы от размещения временно свободных средств — 11,7 млрд рублей уже направлено в регионы.
Изначально Фонд должен был действовать до 1 января 2013 года, после чего подлежал ликвидации. Позже было принято решение продлить его работу до 2015 года. 16 апреля 2012 года председатель Правительства РФ и избранный Президент РФ Владимир Путин заявил, что работа Фонда может быть продлена и после 2015 года (согласно п. 23 ст. 1 Федерального закона от 25.12.2012 № 270-ФЗ «О внесении изменений в Федеральный закон „О Фонде содействия реформированию жилищно-коммунального хозяйства» — до 1 января 2016 г.). 28 ноября 2018 года Президент РФ Владимир Путин подписал закон, продлевающий работу фонда до 1 января 2026 года.
В январе 2022 г. присоединён к публично-правовой компании "Фонд развития территорий".

## Функции Фонда
Фонд осуществляет следующие функции: 

1) рассматривает представленные субъектами Российской Федерации заявки на предоставление финансовой поддержки за счет средств Фонда (далее также — заявка);

2) принимает решение о соответствии заявок и прилагаемых к заявкам документов требованиям, установленным Федеральным законом № 185-ФЗ; 

3) принимает решение о предоставлении финансовой поддержки за счет средств Фонда на основании заявок; 

4) осуществляет методическое обеспечение подготовки субъектами Российской Федерации заявок и прилагаемых к заявкам документов; 

5) осуществляет мониторинг реализации региональных адресных программ по проведению капитального ремонта многоквартирных домов и региональных адресных программ по переселению граждан из аварийного жилищного фонда, а также выполнения предусмотренных настоящим Федеральным законом условий предоставления финансовой поддержки за счет средств Фонда; 

6) осуществляет иные предусмотренные Федеральным законом от 21 июля 2007 года № 185-ФЗ «О Фонде содействия реформированию жилищно-коммунального хозяйства» функции.

## Предоставление финансовой поддержки
Фонд предоставляет финансовую поддержку на реализацию региональных адресных программ:

— по капитальному ремонту многоквартирных домов

— по переселению граждан из аварийного жилищного фонда

— по переселению граждан из аварийного жилищного фонда с учётом необходимости стимулирования развития рынка жилья (с 1 декабря 2008 года до конца 2009 года)

— по переселению граждан из аварийного жилищного фонда с учётом необходимости стимулирования развития малоэтажного строительства (с 10 марта 2010 года в соответствии с Федеральным законом 25-ФЗ)

— на предоставление финансовой поддержки за счёт средств Фонда для реализации мероприятий по поддержке монопрофильных муниципальных образований, рассмотренных правлением Фонда. 

— на модернизацию систем коммунальной инфраструктуры  (согласно изменений, внесенных Федеральным законом от 25.12.2012 N 270-ФЗ "О внесении изменений в Федеральный закон "О Фонде содействия реформированию жилищно-коммунального хозяйства").

## Нормативно-правовая база
- Федеральный закон Российской Федерации от 21 июля 2007 года № 185-ФЗ «О Фонде содействия реформированию жилищно-коммунального хозяйства»
- Федеральный закон Российской Федерации от 1 декабря 2008 года № 225-ФЗ «О внесении изменений в Федеральный закон „О Фонде содействия реформированию жилищно-коммунального хозяйства“ и отдельные законодательные акты Российской Федерации»
- Федеральный закон Российской Федерации от 30 декабря 2008 года № 323-ФЗ «О порядке определения минимального объема долевого финансирования проведения капитального ремонта многоквартирных домов, переселения граждан из аварийного жилищного фонда, в том числе с учетом необходимости стимулирования развития рынка жилья, за счет средств бюджетов субъектов Российской Федерации и (или) средств местных бюджетов в 2009 году и о внесении изменений в отдельные законодательные акты Российской Федерации»
- Федеральный закон Российской Федерации от 1 июля 2009 года № 143-ФЗ «Об особенностях предоставления финансовой поддержки субъектам Российской Федерации и муниципальным образованиям за счет средств государственной корпорации — Фонда содействия реформированию жилищно-коммунального хозяйства в 2009 году»
- Федеральный закон Российской Федерации от 1 июля 2009 года № 144-ФЗ "О внесении изменений в статью 20 Федерального закона «О Фонде содействия реформированию жилищно-коммунального хозяйства» и статью 65 Федерального закона «О размещении заказов на поставки товаров, выполнение работ, оказание услуг для государственных и муниципальных нужд»
- Федеральный закон Российской Федерации от 17 июля 2009 года № 147-ФЗ «О внесении изменений в Федеральный закон „О Фонде содействия реформированию жилищно-коммунального хозяйства“ и Федеральный закон „Об участии в долевом строительстве многоквартирных домов и иных объектов недвижимости и о внесении изменений в некоторые законодательные акты Российской Федерации“ и о признании утратившими силу отдельных положений законодательных актов Российской Федерации»
- Федеральный закон Российской Федерации от 17 декабря 2009 года № 316-ФЗ «О внесении изменений в Федеральный закон „О Фонде содействия реформированию жилищно-коммунального хозяйства“ и отдельные законодательные акты Российской Федерации»
- Федеральный закон Российской Федерации от 9 марта 2010 года № 25-ФЗ "О внесении изменений в Федеральный закон «О Фонде содействия реформированию жилищно-коммунального хозяйства» и статью 4 Федерального закона «О внесении изменений в Федеральный закон „О Фонде содействия реформированию жилищно-коммунального хозяйства“ и Федеральный закон „Об участии в долевом строительстве многоквартирных домов и иных объектов недвижимости и о внесении изменений в некоторые законодательные акты Российской Федерации“ и о признании утратившими силу отдельных положений законодательных актов Российской Федерации»
- Федеральный закон от 25.12.2012 N 270-ФЗ "О внесении изменений в Федеральный закон "О Фонде содействия реформированию жилищно-коммунального хозяйства"
- Федеральный закон от 7 декабря 2011 года № 416-ФЗ «О водоснабжении и водоотведении»
- Федеральный закон от 27 июля 2010 года № 190-ФЗ «О теплоснабжении»
- Федеральный закон от 30 декабря 2004 года № 210-ФЗ «Об основах регулирования тарифов организаций коммунального»
- Федеральный закон от 26 марта 2003 года № 35-ФЗ «Об электроэнергетике»
- Федеральный закон от 24 июня 1998 года № 89-ФЗ «Об отходах производства и потребления»
- Постановление Правительства РФ от 28 октября 2009 года № 846 «Об утверждении Правил расследования причин аварий в электроэнергетике»;
- Приказ Минрегиона России от 23 августа 2010 года № 378 «Об утверждении методических указаний по расчету предельных индексов изменения размера платы граждан за коммунальные услуги»
- Приказ Минрегиона России от 14 апреля 2008 года № 48 «Об утверждении методики проведения мониторинга выполнения производственных и инвестиционных программ организаций коммунального комплекса»
- Постановление Правительства Российской Федерации от 12 февраля 1999 года № 167 «Об утверждении Правил пользования системами коммунального водоснабжения и канализации в Российской Федерации»
- Постановление Правительства Российской Федерации от 6 мая 2011 года № 354

«О предоставлении коммунальных услуг собственникам и пользователям помещений в многоквартирных домах и жилых домов» и пр.

## Состав наблюдательного совета
- Степашин Сергей Вадимович (председатель) — председатель наблюдательного совета Государственной корпорации «Фонд содействия реформированию жилищно-коммунального хозяйства»
- Мельниченко, Олег Владимирович — Председатель Комитета Совета Федерации по федеративному устройству, региональной политике, местному самоуправлению и делам Севера
- Чибис Андрей Владимирович (заместитель председателя наблюдательного совета) — заместитель министра строительства и жилищно-коммунального хозяйства Российской Федерации
- Баженов Александр Владиславович — директор Центра государственно-частного партнерства госкорпорации Внешэкономбанк
- Богомольный Евгений Исаакович — профессор Российской академии народного хозяйства и государственной службы при Президенте Российской Федерации
- Горнин Леонид Владимирович — заместитель министра финансов Российской Федерации
- Инюцын Антон Юрьевич — заместитель министра энергетики Российской федерации
- Королев Виталий Геннадьевич — Заместитель руководителя Федеральной Антимонопольной Службы
- Левицкая Александра Юрьевна — советник Президента Российской Федерации
- Николаева Елена Леонидовна — первый заместитель председателя Комитета Государственной Думы по жилищной политике и жилищно-коммунальному хозяйству
- Разворотнева, Светлана Викторовна (ответственный секретарь наблюдательного совета) — исполнительный директор некоммерческого партнерства "Национальный центр общественного контроля в сфере жилищно-коммунального хозяйства «ЖКХ Контроль»
- Сиваев Сергей Борисович — управляющий директор ОАО «Федеральный центр проектного финансирования», группа Внешэкономбанк
- Фомичев Олег Владиславович — статс-секретарь — заместитель министра экономического развития Российской Федерации
- Хованская Галина Петровна — председатель Комитета Государственной Думы по жилищной политике и жилищно-коммунальному хозяйству
- Цицин Константин Георгиевич — генеральный директор — председатель правления государственной корпорации — Фонда содействия реформированию жилищно-коммунального хозяйства
- Чернецкий Аркадий Михайлович — первый заместитель председателя Комитета Совета Федерации по федеративному устройству, региональной политике, местному самоуправлению и делам Севера
- Шпектор Игорь Леонидович — председатель Комиссии Общественной палаты Российской Федерации по развитию социальной инфраструктуры и жилищно-коммунального хозяйства